# 's-Heer Elsdorp
 's-Heer Elsdorp is een verdwenen gehucht op Zuid-Beveland dat gelegen was tussen Goes en Kloetinge.
Vermeldingen van het dorp gaan terug tot 1567 onder verschillende benamingen: Sirhelsdorp, Sinte Relfdorp, 's Heer Roelofsdorp, 's Heer Reilofsdorp, Sgrasdurp. In het gehucht stond de Sint-Margarethakapel die hoorde bij de kerk van Kloetinge. Resten van die kapel en een vliedberg zijn gevonden ten oosten van Goes. Eind 2008 werden bij de aanleg van een verbindingsweg tussen Goes en de in ontwikkeling zijnde wijk Mannee nog meer resten aangetroffen van 's Heer Elsdorp, dichter bij Goes dan men dacht. Bovendien blijkt hieruit dat het gehucht al in de twaalfde à dertiende eeuw moet hebben bestaan.
Nu herinnert de naam van de nabijgelegen 's-Heer Elsdorpweg in Goes nog aan het middeleeuwse gehucht.